# Парламентські вибори в Сан-Марино 1964
Парламентські вибори в Сан-Марино проходили 13 вересня 1964 року. Християнсько-демократична партія підсилила свій вплив у Генеральній раді Сан-Марино, отримавши 29 з 60 місць, і в коаліції з Незалежною демократичною соціалістичною партією сформувала парламентську більшість.

## Результати
| Партія                                      | Голоси | %    | Місць | +/–  |
| ------------------------------------------- | ------ | ---- | ----- | ---- |
| Християнсько-демократична партія            | 5 939  | 46,8 | 29    | +2   |
| Комуністична партія Сан-Марино              | 3 058  | 24,1 | 14    | -2   |
| Незалежна демократична соціалістична партія | 2 051  | 16,2 | 10    | +1   |
| Соціалістична партія                        | 1 354  | 10,7 | 6     | -2   |
| Рух за конституційні свободи                | 281    | 2,2  | 1     | нова |
| Недійсних/порожніх бюлетенів                | 245    | –    | –     | –    |
| Всього                                      | 12 928 | 100  | 60    | 0    |
| Зареєстрованих виборців/ Явка               | 15 392 | 84,0 | –     | –    |
| Джерело: Nohlen & Stöver                    |        |      |       |      |